# Myolepta haemorrhoidalis
Myolepta haemorrhoidalis är en tvåvingeart som först beskrevs av Philippi 1865.  Myolepta haemorrhoidalis ingår i släktet parkblomflugor, och familjen blomflugor. Inga underarter finns listade i Catalogue of Life.